# Comité consultatif national
En France, le comité consultatif national est une instance de la fonction publique hospitalière chargée de représenter certains corps à gestion nationale. 
Le paritarisme dans la fonction publique hospitalière s'exerce en principe à l'échelon local, via les comités techniques paritaires, puis les comités techniques d'établissement. Toutefois, cette disposition ne peut s'appliquer à l'égard de certains corps de cadres dirigeants car ils sont très peu nombreux localement et surtout ils y exercent des fonctions d'autorité ne leur permettant pas facilement de s'exprimer en tant que salariés. 
Concrètement, le comité consultatif national, unique depuis la réforme de 2016, concerne les directeurs d'hôpitaux, les directeurs d'établissements sanitaires, sociaux et médico-sociaux et les directeurs des soins. 

## Histoire
Les comités consultatifs nationaux paritaires ont été institués lors de la création de la fonction publique hospitalière par la loi du 9 janvier 1986. Compte tenu de l'application stricte du paritarisme, ils étaient composés d'autant de représentants de l'administration que de représentants des membres des corps. 
Toutefois, à la suite des accords de Bercy sur le dialogue social dans la fonction publique signés le 2 juin 2008, la loi no 2010-751 du 5 juillet 2010 relative à la rénovation du dialogue social et comportant diverses dispositions relatives à la fonction publique a modifié le fonctionnement de ces instances. Le paritarisme strict a été supprimé, et le mot « paritaire » a disparu de l'intitulé. 
La loi no 2016-41 du 26 janvier 2016 de modernisation de notre système de santé remplace les trois comités consultatifs nationaux sont remplacés par un seul comité traitant les sujets intéressant chacun de ces corps. Le comité consultatif national est régi par l'article 25 de la loi du 9 janvier 1986 et le décret no 2016-1065 du 3 août 2016 qui remplace le décret no 2011-580 du 26 mai 2011. 

## Composition
Le comité consultatif national est présidé par le directeur général de l'Offre de soins et comprend également le directeur général du Centre national de gestion, vice-président, et le directeur général de la Cohésion sociale. 
Les représentants des corps d'encadrement concernés par le comité consultatif national sont élus pour quatre ans par leurs pairs. L'élection se fait au scrutin de liste à la plus forte moyenne. Sous le régime antérieur à 2016, les représentants du personnel étaient au nombre de six pour un effectif du corps allant jusqu'à 1 500, et de dix au-delà. Au sein du comité unique institué en 2016, les représentants du personnel sont au nombre de 15

## Attributions
Le comité consultatif national est une instance de dialogue, de concertation et de revendication. Il s'exprime notamment sur la gestion prévisionnelle des emplois, des effectifs et des compétences des corps concernés, sur la formation professionnelle (initiale et continue), sur les conditions de travail, sur l'égalité professionnelle ainsi que sur les questions générales touchant à la mobilité du personnel.
Chaque année, un bilan social ainsi qu'un rapport de gestion des corps de direction doit être présenté par le Centre national de gestion au comité consultatif national qui en débat. 